# Santa Irene
Santa Irene en galicien (nom officiel) et en castillan, est un hameau de la parroquia (paroisse civile) de Santaia de Arca (gl) dans le municipio (canton ou commune) d'O Pino, comarque de Arzúa, province de La Corogne, communauté autonome de Galice, au nord-ouest de l'Espagne.
Ce hameau du municipio de O Pino est traversé par le Camino francés du Pèlerinage de Saint-Jacques-de-Compostelle.

## Patrimoine et culture

### Pèlerinage de Compostelle
Le Camino francés du Pèlerinage de Saint-Jacques-de-Compostelle traverse le hameau de Santa Irene, en venant du hameau d'O Empalme (Empalme en castillan) dans le municipio (canton) d'O Pino, en franchissant le point haut dénommé O Monte (ou Alto en castillan) de Santa Irene.
La halte suivante est le hameau de A Rúa, dans le même municipio d'O Pino.